# Vrčeň
Vrčeň är en ort i Tjeckien.   Den ligger i regionen Plzeň, i den västra delen av landet, 90 km sydväst om huvudstaden Prag. Vrčeň ligger 418 meter över havet och antalet invånare är 313.
Terrängen runt Vrčeň är varierad. Vrčeň ligger nere i en dal.Runt Vrčeň är det ganska glesbefolkat, med 27 invånare per kvadratkilometer. Närmaste större samhälle är Nepomuk, 3,6 km sydväst om Vrčeň. Omgivningarna runt Vrčeň är en mosaik av jordbruksmark och naturlig växtlighet.